# Rhenium(V)-fluorid
Rhenium(V)-fluorid ist eine anorganische Verbindung aus Rhenium und Fluor. Es ist eines der Fluoride des Rheniums.

## Herstellung
Die Synthese von Rhenium(V)-fluorid kann durch die Reduktion von Rheniumhexafluorid mit Wasserstoff, elementarem Rhenium oder Wolfram erfolgen.
{\displaystyle \mathrm {6\ ReF_{6}+W\xrightarrow {600~^{\circ }C} 6\ ReF_{5}+WF_{6}} }
{\displaystyle {\ce {2 ReF6 + H2 -> 2 ReF5 + 2 HF}}}
{\displaystyle {\ce {5 ReF6 + Re -> 6 ReF5}}}

## Struktur und Eigenschaften
Die Struktur ist der von Molybdänoxidpentafluorid (MoOF5) sehr ähnlich, so dass Rhenium(V)-fluorid eine Kettenstruktur aus ReF6-Oktaedern haben muss, die durch cis-Fluor-Brücken verbunden sind. Rhenium(V)-fluorid bildet gelb-grüne Kristalle des orthorhombischen Kristallsystems mit Zellparametern a = 0,57 nm, b = 1,723 nm, c = 0,767 nm.
Rhenium(V)-fluorid ist flüchtig. Bei niedrigen Temperaturen bildet es einen farblosen Dampf und kann unter Vakuum sublimiert oder unverändert destilliert werden.

## Reaktionen
In der Nähe des Siedepunkts (240 °C) disproportioniert der Stoff schnell zu Rhenium(VI)-fluorid und Rhenium(IV)-fluorid. Diese Disproportionierung tritt im Vakuum bei 180 °C auf und ist offenbar irreversibel.
{\displaystyle {\ce {2 ReF5 -> ReF6 + ReF4}}}
Rhenium(V)-fluorid reagiert mit Sauerstoff zu Rheniumoxytrifluorid.
Es zersetzt sich leicht in feuchter Luft, kann aber in einer Trockenbox gehandhabt werden. Es wird von Wasser unter Bildung von Perrheniumsäure, Fluorwasserstoffsäure, und Rheniumdioxidhydrat stark angegriffen.
{\displaystyle {\ce {3 ReF5 + 6 H2O -> ReF6^2- + ReO4- + ReO2 + 9 F- + 12 H+}}}